# Опиум народа

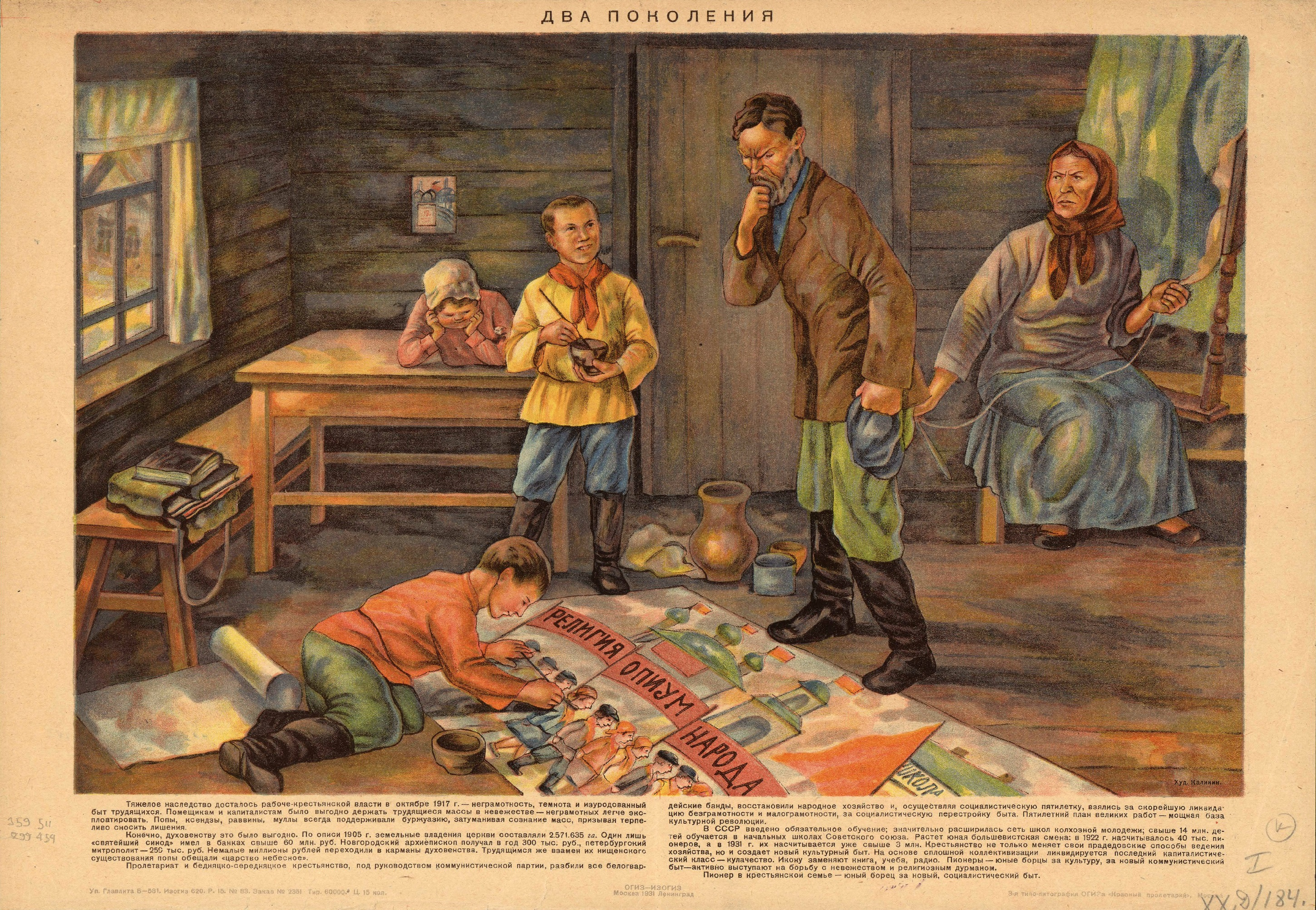
Советский пропагандистский плакат

Опиум народа (нем. Opium des Volkes) — образное определение религии, ставшее широко известным благодаря Карлу Марксу, использовавшему его в своей работе «К критике гегелевской философии права» (1843).
Сравнение религии с опиумом, однако, известно ещё до Маркса. Впервые похожее выражение употребляется Жаном-Жаком Руссо в романе «Юлия, или Новая Элоиза», опубликованном в 1761 году. Это выражение использовали Маркиз де Сад в своём романе «Жюльетта» (1797) и немецкий поэт Новалис в сборнике афоризмов «Цветочная пыльца» (1798). Подобное сравнение встречается также в произведениях других поэтов, писателей и философов (Чарльз Кингсли, Генрих Гейне, Ленин).

## Жан-Жак Руссо
Первым выражение, где религиозность была сопоставлена с опиумом, использовал франко-швейцарский (родился в республике Женева) философ и писатель Жан-Жак Руссо в своём романе «Юлия, или Новая Элоиза», написанном в 1757—1760 годы и опубликованном в 1761 году:

Набожность … есть опиум для души; она бодрит, оживляет и поддерживает, когда принимается помалу; в слишком сильных дозах усыпляет, или приводит к безумию, или убивает.
Оригинальный текст (фр.)La dévotion, prétend-il, est un opium pour l'âme; elle égaye, anime et soutient quand on en prend peu; une trop forte dose endort, ou rend furieux, ou tue.
— Руссо, Ж.-Ж. Юлия, или Новая Элоиза. Часть 6. Письмо 8. Русский перевод П. Немчиновой

## Маркиз де Сад
В романе Маркиза де Сада «Жюльетта» (1797) главная героиня использует метафору «опиум» в разговоре с королём Фердинандом, критикуя его политику по отношению к подданным. Здесь, однако, метафора «опиум» относится не к религии, а ко лжи, к которой прибегает правящая верхушка, чтобы отвлечь народ от причин его бедственного положения:

Хотя Природа благоволит к вашим подданным, они живут в страшной нужде. Но не по своей лени, а по причине вашей политики, которая держит людей в зависимости и преграждает им путь к богатству; таким образом, от их болезней нет лекарств, и политическая система находится не в лучшем положении, чем гражданское правительство, ибо черпает силу в собственной слабости. Вы боитесь, Фердинанд, что люди узнают правду, ту правду, которую я говорю вам в лицо, поэтому вы изгоняете искусства и таланты из своего королевства. Вы страшитесь проницательности гения, поэтому поощряете невежество. Вы кормите народ опиумом, чтобы, одурманенный, он не чувствовал своих бед, виновником которых являетесь вы сами. Вот почему там, где вы царствуете, нет заведений, которые могли бы дать отечеству великих людей; знания не вознаграждаются, а коль скоро в мудрости нет ни чести, ни выгоды, никто не стремится к ней.
Оригинальный текст (фр.)Quoique la nature donne beaucoup à ton peuple, il jouit de peu. Mais ce n'est pas l'effet de son inaction ; cet engourdissement a sa source dans ta politique qui, pour tenir le peuple dans sa dépendance, lui ferme la porte des richesses ; d'après cela, son mal est sans remède, et l'état politique n'est pas dans une situation moins violente que le gouvernement civil, puisqu'il tire ses forces de sa faiblesse même. La crainte que tu as, Ferdinand, que l'on ne découvre ce que je te dis, te fait exiler les arts et les talents de ton royaume. Tu redoutes l'œil puissant du génie, voilà pourquoi tu favorises l'ignorance. C'est de l'opium que tu fais prendre à ton peuple, afin qu'engourdi par ce somnifère, il ne sente pas les plaies dont tu le déchires. Et voilà d'où vient que l'on ne trouve chez toi aucun des établissements qui donnent de grands hommes à la patrie : les récompenses dues au savoir y sont inconnues, et, comme il n'y a aucun honneur ni aucun profit à être savant, personne ne se soucie de le devenir.

## Новалис
Известный немецкий поэт Новалис сравнивает религию с опиумом, понимая опиум как успокаивающее средство, в сборнике афоризмов «Цветочная пыльца», опубликованном в Берлине в 1798 году.

Ваша так называемая религия действует как опий: она завлекает и приглушает боли вместо того, чтобы придать силы.
Оригинальный текст (нем.)Ihre sogenannte Religion wirkt bloß wie ein Opiat: reizend, betäubend, Schmerzen aus Schwäche stillend.

## Чарльз Кингсли
В виде афоризма «Религия — опиум народа» эту фразу сказал идеолог христианского социализма англиканский священник Чарльз Кингсли в своем «Письме к чартистам», опубликованном в 1848 году в чартистском журнале «Политика для народа». Однако в его устах метафора «опиум» означала не способ одурманивания сознания, а успокаивающее средство.
«Мы использовали Библию, как будто это справочник констебля или как дозу опиума, успокаивающего перегруженное вьючное животное – чтобы поддерживать порядок среди бедных».
Оригинальный текст (англ.)«We have used the Bible as if it were a mere special constable's hand book, an opium dose for keeping beasts of burden patient while they were being overloaded, a mere book to keep the poor in order».
Карл Маркс был лично знаком с Кингсли, обменивался с ним мнениями, вёл полемику.

## Карл Маркс
Карл Маркс использовал это выражение во введении к работе «К критике гегелевской философии права», написанной в 1843 году и опубликованной в 1844 году в «Немецко-французском ежегоднике».
Религиозное убожество есть в одно и то же время выражение действительного убожества и протест против этого действительного убожества. Религия — это вздох угнетённой твари, сердце бессердечного мира, подобно тому как она — дух бездушных порядков. Религия есть опиум народа.
Оригинальный текст (нем.)Das religiöse Elend ist in einem der Ausdruck des wirklichen Elendes und in einem die Protestation gegen das wirkliche Elend.  Die Religion ist der Seufzer der bedrängten Kreatur, das Gemüt einer herzlosen Welt, wie sie der Geist geistloser Zustände ist. Sie ist das Opium des Volks.
Часто считается, что Маркс заимствовал сравнение опиума с религией у Чарльза Кинглси. Однако надо заметить, что Кингсли употребил это сравнение в 1848 году, то есть уже после Маркса, так что влияние если и есть то скорее обратное. Афоризм же Новалиса был знаком каждому образованному немцу и полностью совпадает с тем контекстом, в котором употребляет выражение Маркс. Общий смысл рассуждений Маркса следующий: религия есть самосознание и самочувствование человека, который или ещё не обрёл себя, или уже снова себя потерял. Они есть порождение государства и общества, и является превратным мировоззрением, ибо сами они — превратный мир. Религия претворяет в фантастическую действительность человеческую сущность, потому что (в существующих условиях) человеческая сущность не обладает истинной действительностью. Следовательно, борьба против религии есть косвенно борьба против существующей системы отношений, "против того мира, духовной усладой которого является религия".

## В. И. Ленин
В статье «Социализм и религия» (газета «Новая Жизнь» № 28, 3 декабря 1905 г.) В. И. Ленин повторил фразу Маркса буквально, но при этом не ссылается на первоисточник:
Религия есть один из видов духовного гнёта, лежащего везде и повсюду на народных массах, задавленных вечной работой на других, нуждою и одиночеством. Бессилие эксплуатируемых классов в борьбе с эксплуататорами так же неизбежно порождает веру в лучшую загробную жизнь, как бессилие дикаря в борьбе с природой порождает веру в богов, чертей, в чудеса и т. п. Того, кто всю жизнь работает и нуждается, религия учит смирению и терпению в земной жизни, утешая надеждой на небесную награду. А тех, кто живёт чужим трудом, религия учит благотворительности в земной жизни, предлагая им очень дешёвое оправдание для всего их эксплуататорского существования и продавая по сходной цене билеты на небесное благополучие. Религия есть опиум народа. Религия — род духовной сивухи, в которой рабы капитала топят свой человеческий образ, свои требования на сколько-нибудь достойную человека жизнь.
В статье «Об отношении рабочей партии к религии» (газета «Пролетарий» № 45, 13 (26) мая 1909 г.), написанной в 1909 году, содержится прямая цитата из Маркса:
Религия есть опиум народа, — это изречение Маркса есть краеугольный камень всего миросозерцания марксизма в вопросе о религии. Все современные религии и церкви, все и всяческие религиозные организации марксизм рассматривает всегда, как органы буржуазной реакции, служащие защите эксплуатации и одурманению рабочего класса.

## Илья Ильф и Евгений Петров
Маловероятно, что работы Маркса и Ленина, несмотря на их широкую пропаганду в СССР, могли стать источником широкого распространения этого крылатого выражения. Считается, что в современном виде (то есть в варианте «опиум для народа») эта фраза получила распространение благодаря завоевавшему всенародную любовь роману Ильфа и Петрова «Двенадцать стульев». В романе создаётся сатирический образ алчного священнослужителя отца Фёдора, который становится конкурентом главных героев в поисках спрятанного сокровища. Во время одного из конфликтов противоборствующих сторон Остап Бендер, иронизируя над саном отца Фёдора, произносит фразу «Почём опиум для народа?».
Удовлетворённый Остап, хлопая шнурками по ковру, медленно пошёл назад. Когда его массивная фигура отдалилась достаточно далеко, отец Фёдор быстро высунул голову за дверь и с долго сдерживаемым негодованием пискнул:

— Сам ты дурак!

— Что? — крикнул Остап, бросаясь обратно, но дверь была уже заперта, и только щёлкнул замок. Остап наклонился к замочной скважине, приставил ко рту ладонь трубой и внятно сказал:

— Почём опиум для народа?

За дверью молчали. 

— Папаша, вы пошлый человек! — прокричал Остап.

## Ги Дебор
Теоретик ситуационизма Ги-Эрнст Дебор в «Обществе спектакля» (1967) проводит параллели с классическим выражением Маркса, говоря об «опиумной войне»:
Спектакль – это перманентная опиумная война, ведущаяся с целью добиться принятия тождества благ с товарами, а удовлетворения – с порогом выживания, возрастающим согласно собственным законам. Но если потребляемое выживание есть то, что всегда должно возрастать, так это потому, что оно постоянно содержит в себе лишение. Если нет ничего по ту сторону возрастающего по стоимости выживания, никакой точки, где бы оно могла прекратить свой рост, то это именно потому, что оно не является потусторонней по отношению к лишению, потому что оно и есть это, только ставшее ещё более дорогим, лишение.

## Неоднозначность термина
В разные периоды человеческой истории термин «опиум» имел различные значения и смысл. Согласно исследованиям Эндрю Маккиннона, в середине XIX века:
- опиум был важным лекарственным препаратом, который использовался как болеутоляющее и успокаивающее средство, а также в других медицинских целях, включая лечение холеры. Опиум свободно продавался в аптеках многих стран, хотя предпринимались попытки запретить или ограничить его свободную продажу.
- опиум был символом международных колониальных конфликтов (Опиумные войны).
- опиум был источником серьёзных социальных проблем, в частности — детского допинга (англ. baby-doping), поскольку использовался как успокаивающее средство для младенцев.
- опиум был источником фантастических видений и использовался как источник вдохновения писателями и поэтами-романтиками.
- морфин, производное опиума, является сильным наркотиком.

В первой половине XIX века знали о пагубном влиянии опиатов на организм человека. В 1821 году были опубликованы «Признания опиофага» поэта Томаса де Квинси, который впоследствии погиб от наркомании. В XIX веке наркотики погубили многих подававших надежды молодых людей, а также почтенных матрон и отцов семейств (последствие опиумных войн 1840—1842 и 1856—1860). Многие наркоманы становились преступниками. Разговоры о трагических для принимающих опиаты последствиях, ходившие задолго до 1883 года, сторонники религии считают доказательством того, что Маркс вкладывал в свое известное изречение совсем другой смысл. Ссылаясь на доктора Левенштайна, который стал систематизировать данные по одурманивающему и пагубному действию опиума после смерти Карла Маркса, некоторые исследователи-теологи пытаются доказать, что Маркс думал о религии как о панацее при бытовых и душевных проблемах.